# Ali Akbar Dehkhoda
Dans certains articles de Wikipédia, le mot « Dehkhoda » peut se référer au Dictionnaire Dehkhoda ou à Dehkhoda lui-même.
Allameh Ali Akbar Dehkhoda (en persan : علی‌اکبر دهخدا ; Téhéran, 1879 - Téhéran, 9 mars 1959, est un linguiste iranien éminent, auteur du dictionnaire de langue persane le plus complet jamais publié, le dictionnaire Dehkhoda.
Il était aussi actif en politique, et fut député de Kerman et de Téhéran au Madjles (parlement). Il a aussi été doyen de l'école de Droit de l'université de Téhéran.

## Biographie
Dehkhoda est né à Téhéran de parents originaires de Qazvin. Son père mourut quand il avait seulement 10 ans. Dehkhoda devint vite excellent en littérature persane, en langue arabe et française, puis fut diplômé de sciences politiques.
En 1903, il va dans les Balkans en tant qu'employé de l'ambassade  de Perse, mais revient deux ans plus tard pour se trouver impliqué dans la révolution constitutionnelle.
En Iran, Dehkhoda, Jahangir Khan et Ghassem Khan publient le journal Sour-e Esrafil pendant environ deux ans, mais le roi autoritaire qu'était Mohammad Ali Shah dissout le parlement et bannit Dehkhoda et d'autres libéraux en exil en Europe. De là, il continue à publier articles et éditoriaux, puis, quand Mohammad Ali Shah est déposé en 1911, il rentre au pays et devient membre du nouveau Madjles (parlement).
Il a fait partie de la loge franc-maçonnique Bidare Iran à l'Orient de Téhéran.
Il est enterré au cimetière Ebn-e Babooyeh à Rey, au sud de Téhéran.